# Condado de Grant (Oklahoma)
O Condado de Grant é um dos 77 condados do estado norte-americano do Oklahoma. A sede do condado é Medford, que também é sua maior cidade.
A área do condado é de 2599 km² (dos quais 3 km² são cobertos por água). Sua população estimada era de 4,333 habitantes em 2019 e sua densidade populacional de 2 hab/km².

## Condados Adjacentes
- Condado de Summer, Kansas (norte)
- Condado de Kay (leste)
- Condado de Garfield (sul)
- Condado de Alfalfa (oeste)
- Condado de Harper, Kansas (noroeste)

## Cidades e Vilas
- Deer Creek
- Jefferson
- Lamont
- Manchester
- Medford
- Nash
- Pond Creek
- Renfrow
- Wakita